# Грабен (Відень)
Грабен — (нім. Graben — «рів») одна з найвідоміших вулиць Відня, прокладена на місці засипаного оборонного рову римського табору, яка поєднує площу Святого Стефана (Stephanplatz) з вулицею Кольмаркт (нім. Kohlmarkt — «Вугільний ринок»). Грабен — торговельна пішохідна вулиця Відня протяжністю 260 м. З 17-го століття вважається найрозкішнішою, красивою і дорогою вулицею, на якій зосереджена віденська історія і культура.

## Історія

### Виникнення
Грабен був ровом перед Римською фортецею, який захищав римські споруди Віндобона. Власне від цього і оригінальна назва вулиці.
Пізніше його засипали землею англійські солдати армії Річарда Левине Серце.
Район не залишився порожнім і після того, як римляни покинули територію сучасної Австрії. Вже до 12 століття Грабен став одним із центрів культурного та економічного життя у Відні.
На площі стали селитися багаті городяни (розбагатіли в хрестових походах і за допомогою торгівлі), які будували розкішні палаци і дорогі крамниці

### Значення

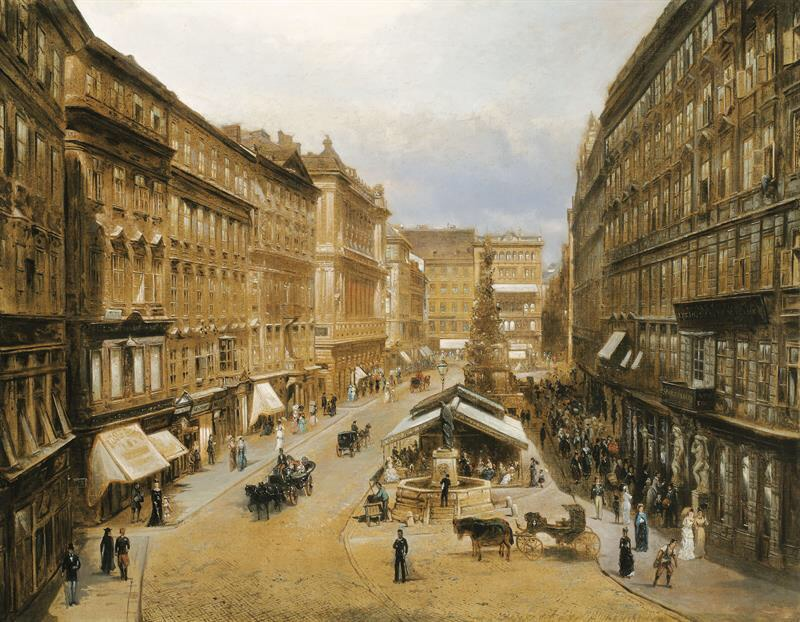
Грабен. Відень. Час створення приблизно 1885 р.

З 13 століття вулиця Грабен служила ринковою площею, де продавали м'ясо, овочі та хліб.
Після епідемії чуми змінилося призначення вулиці. Грабен стала використовуватися не як ринкова площа, а як територія для релігійних і світських свят, особливо в роки правління Марії Терези.
Ринок перемістився на іншу ринкову площу в кількох кроках від вулиці Грабен.
Завдяки своєму центральному розташуванню Грабен перетворилася в популярне громадське місце, через неї пролягав шлях від Хофбурга до собору Святого Стефана
й проходили церковні ходи. Відомо, що свято Тіла і Крові Христових вперше пройшло саме на цій вулиці у 1438 році. Ймовірно, заходи відбувалися там і раніше. З приходом протестантизму, ця меса стала особливо важливою для католицької частини населення Відня.
За часів правління імператора Чарльза IV денні меси проходили біля «Чумного Стовпа». У 18 столітті вони проводилися практично щотижня. Так тривало до моменту, коли імператриця Марія Тереза їх не скасувала. Імператор Йозеф Другий заборонив проведення свята Тіла і Крові Христових. Раніше тут зустрічали ерцгерцогів, вшановували нових імператорів та правителів Австрії.

### Майдан

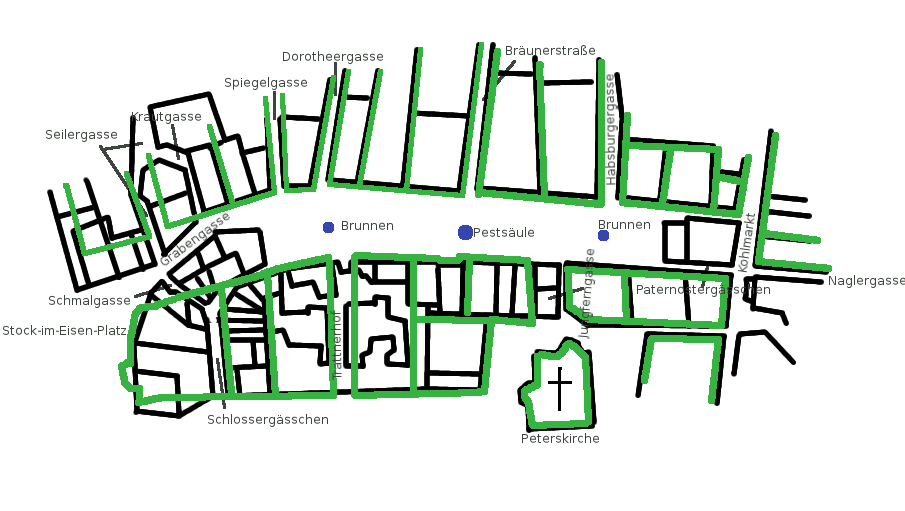
Мапа Грабен, ВіденьI «регулювання Грабена»

Вулиця схожа на витягнутий прямокутний майдан — широку, простору, багатолюдну. До 1840 року вона і була майданом, оточеним житловими кварталами.
У середині 19 століття Грабен була перебудована (так зване «регулювання Грабена»). Спочатку були розібрані будівлі із західного її боку, а потім — зі східного. В результаті майдан перетворився на вулицю, хоча все ж занадто коротку і широку (30 м.). Про те, що Грабен була спочатку майданом, нагадує і нумерація будинків на ній — за годинниковою стрілкою.
У 1970-х рр. рух транспорту по вулиці Грабен був закритий і вона стала пішохідною зоною.

## Місцезнаходження

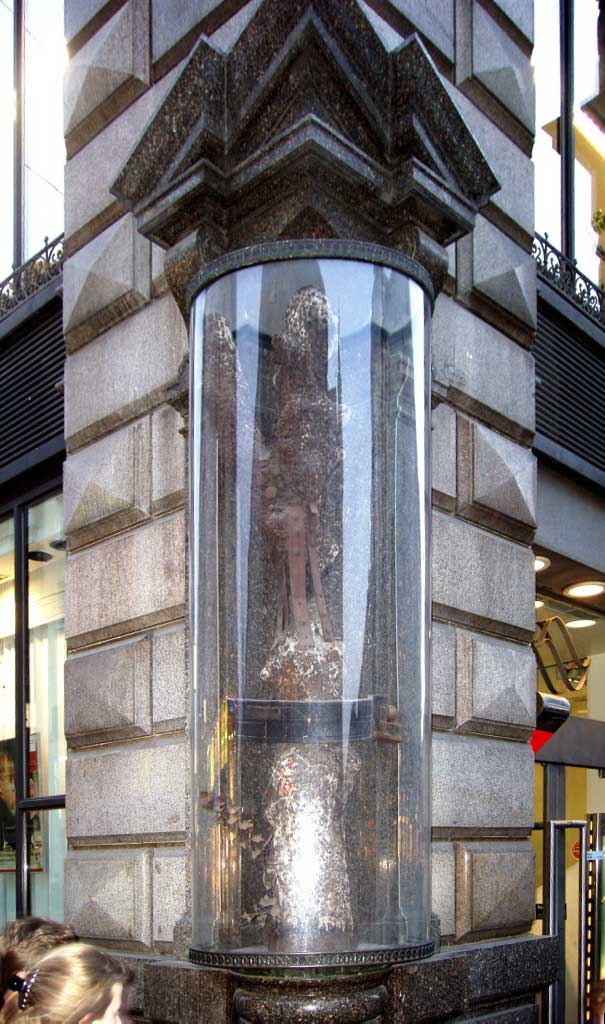
площа Шток-ім-Айзен, Відень

Грабен розташована у Внутрішньому місті (нім. Innere Stadt) — перший, центральний район Відня. Вулиця затишна і зручна тим, що є внутрішньою — по обидва боки її закривають високі будівлі і лише іноді зустрічаються провулки.
Починається Грабен від площі Шток-ім-Айзен (нім. Stock-im-Eisen-Platz —"Площа стовбура в залізі"). В ніші під склом одного з будинків, що виходить на вулицю, є старий стовбур дерева з вбитими цвяхами, який і дав назву площі. За звичаєм, що зберігся до 19 ст., приїхавши до Відню кожен підмайстер слюсаря або коваля повинен був вбити цвях в це дерево, щоб його визнали майстром.
За легендою: «Ключ від замку, що замикав ґрати навколо дерева, зробив підмайстер слюсаря Йозеф, який в нагороду за це, одружився зі своєю коханою, дочкою майстра».
.
Бере свій початок Грабен від будинку Хааса, а закінчується впираючись у вулицю Тухлаубен.
У східній частині вона відходить від собору Святого Стефана. Тут раніше були дві площі — Штефансплац (нім. Stephansplatz — «площа Стефана») і Шток-ім-Айзен-плац. Але після знесення в 19 ст. декількох будівель, які їх розділяли, площі перетворилися в одну. Грабен веде до імператорської резиденції Гофбург (через Кольмаркт).

## Архітектура

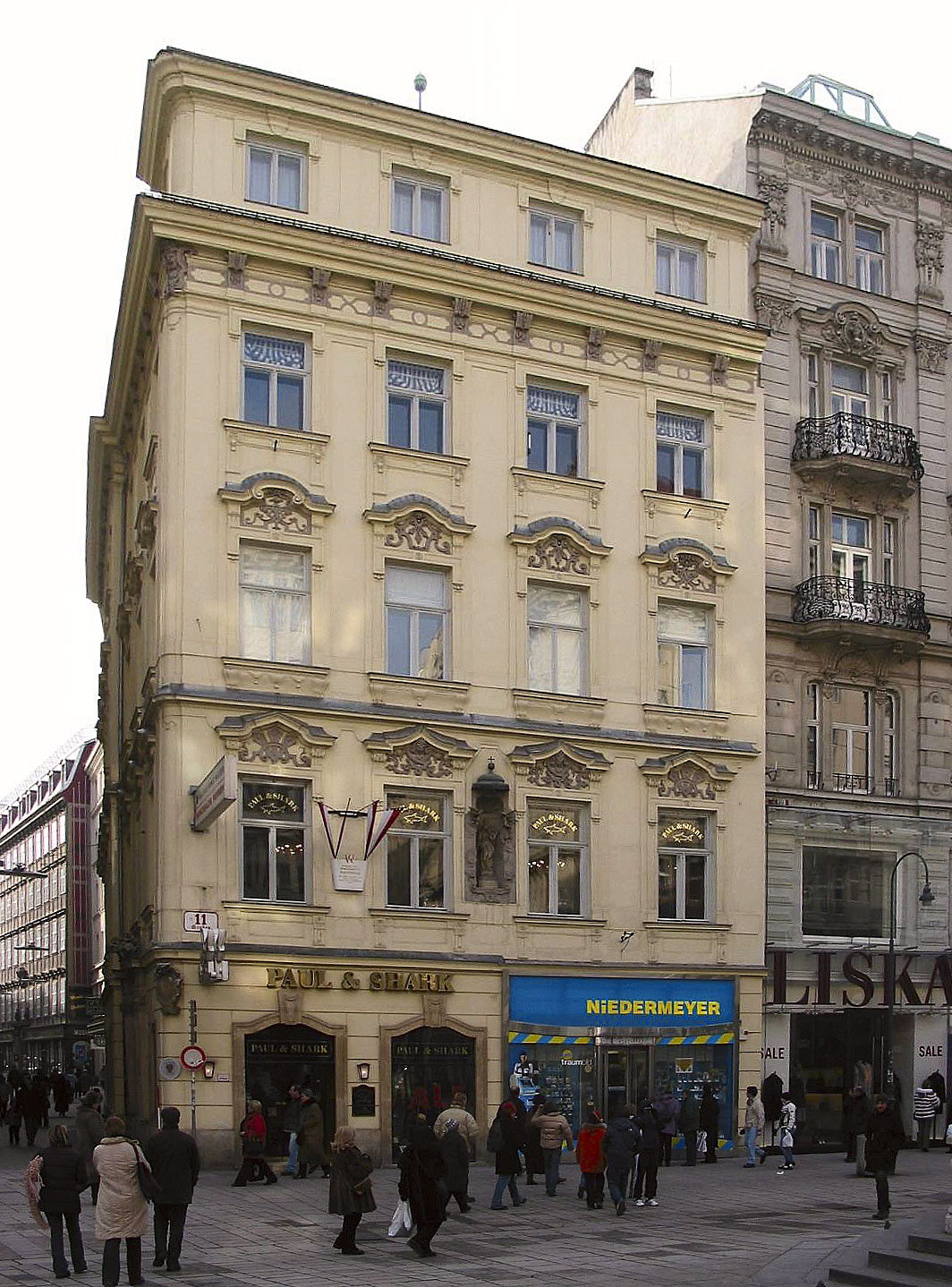
Palais Bartolotti-Partenfeld, Відень

Відень місто контрастів, старовинні будівлі там часто є сусідами з сучасними зі скла і бетону.
Грабен встелений будівлями найрізноманітніших архітектурних стилів. Наприклад, на вулиці знаходиться палац баронів Bartolotti Partenfield, дизайном якого займався архітектор Хільдебранд. Також в історичному районі є кілька споруд, виконаних в югендстилі. В першу чергу — це Анкерхаус, оформленням якого займався Отто Вагнер. Фасад будівлі оформляв Адольф Лоос, який розробив дизайн «Будинки без брів».

## Історичні пам'ятки

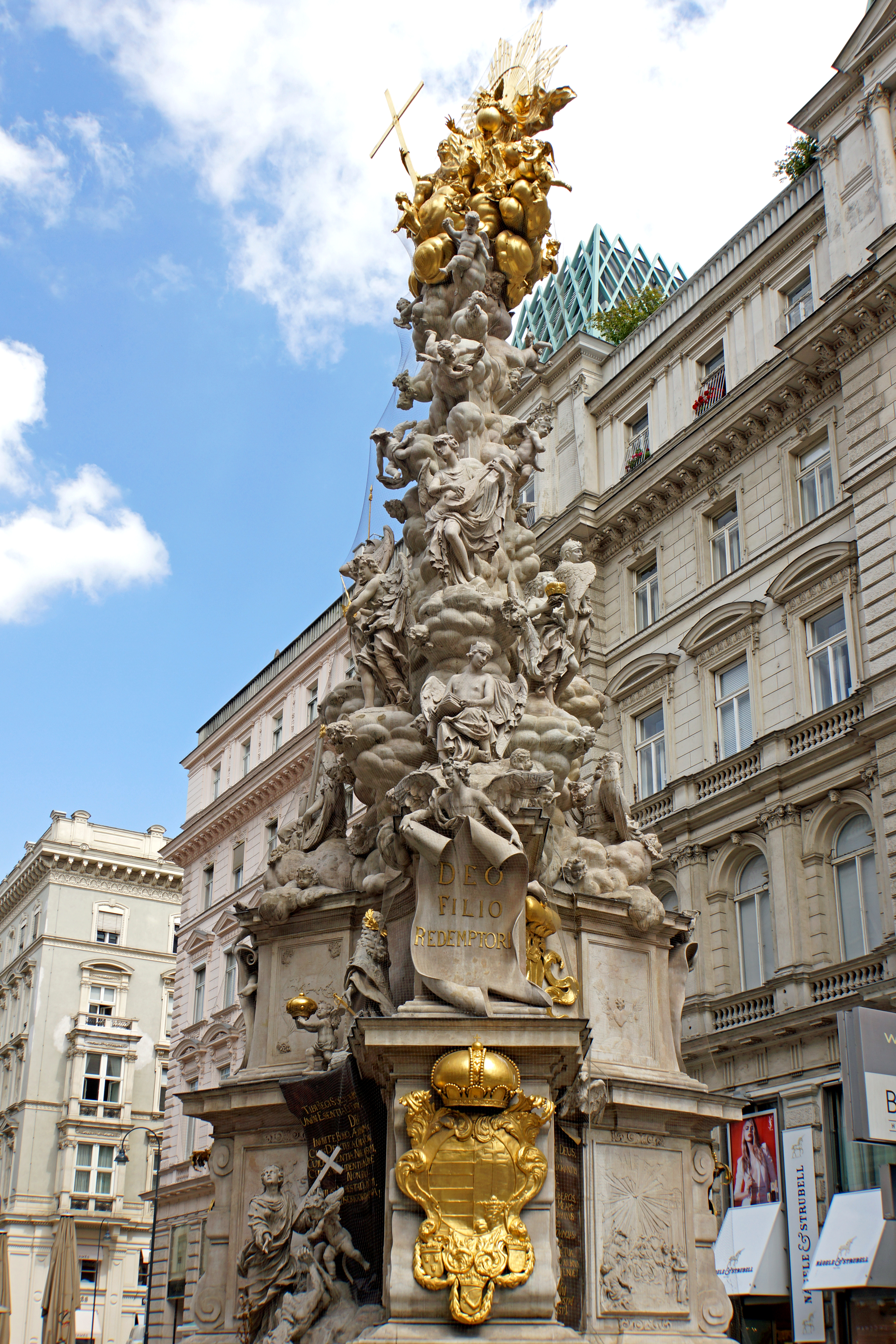
Чумний стовп (Відень)

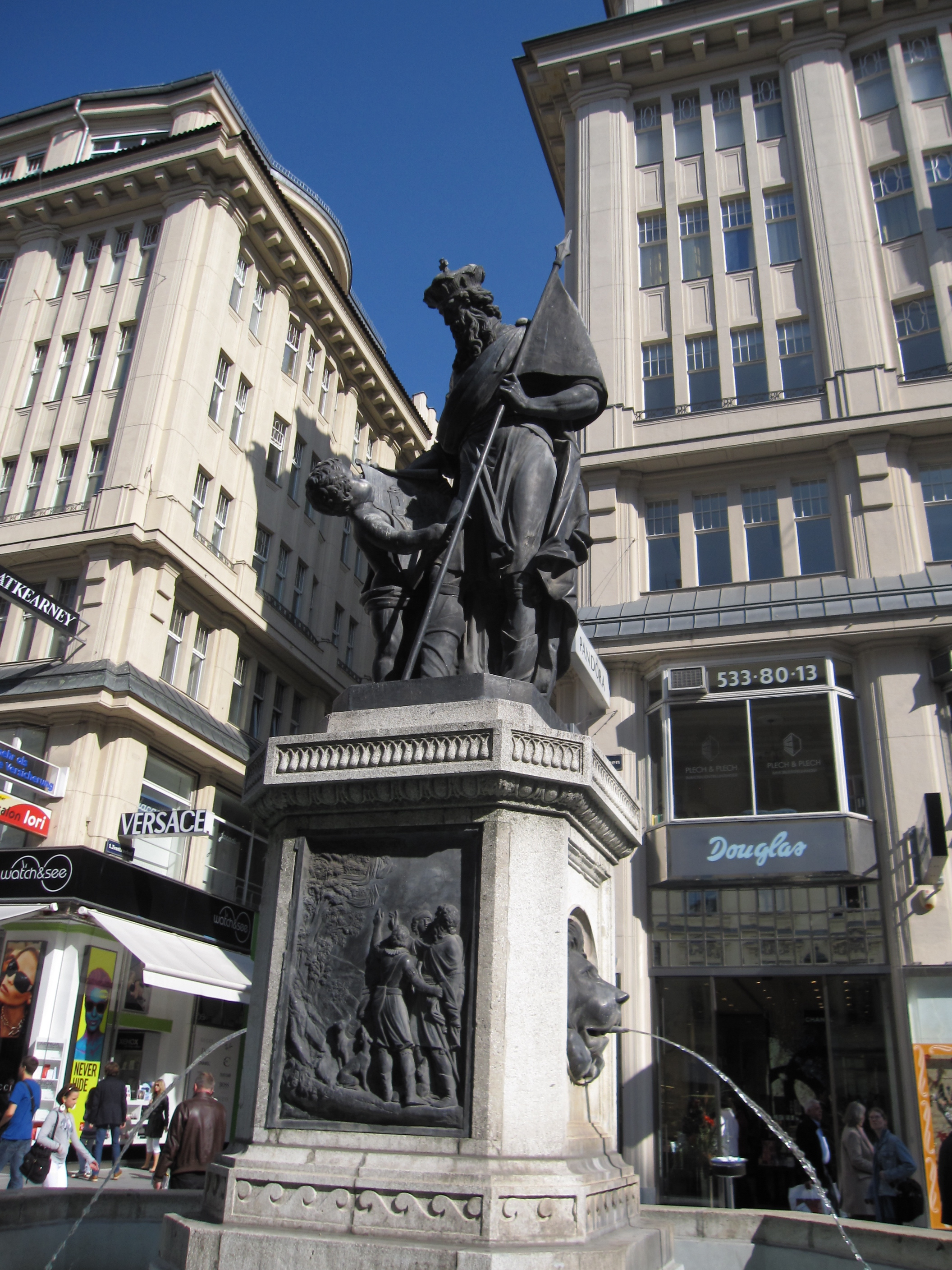
Фонтан Святого Йозефа (Відень)

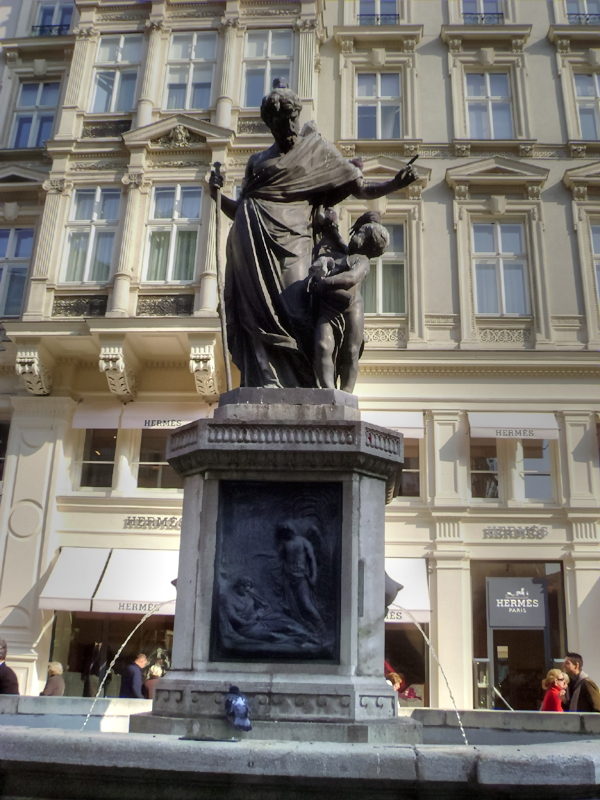
Фонтан Леопольда (Відень)

Грабен — це вулиця в центрі Відня, на якій є безліч історичних пам'яток:
- Палац Бартолотті;
- Будинок заможного видавця Удлера гер Траттнера, в якому 1784 р. жив Моцарт;
- Церква Святого Петра, або Петерскірхе (нім. Peterskirche) — одна з найстаріших і перша церква з куполом у Відні. У 1722 році повністю була перебудована у стилі бароко.

Але сучасний її вигляд — це результат перебудови у 1733 р. Лукасом фон Хільдебрандтом. Під відносно простим бароковим фасадом з куполом ховається розкішний інтер'єр зчисленними творами відомих художників того часу.
- статуя Святого Яна Непомука- поруч з нею виступають вуличні артисти.
- «Чумний стовп», або стовп Трійці — релігійний пам'ятник, який нагадує про страшну епідемію 1679 р. Він присвячений Святій Трійці і зведений за наказом імператора Леопольда I після закінчення епідемії чуми в кінці 17 ст. Увесь стовп у мармурових хмарах, фігурах святих та ангелів. Ангели в хмарах символізують духовний процес, як молитви людей доносяться на небеса. Нижня частина присвячена імперії Габсбургів. Тут же можна побачити герби земель, що входять до Австро-Угорської імперії. На вершині стовпу знаходяться статуї, що зображують імператора, який молиться Святій Трійці. Помпезний монумент був створений Маттіасом Раухмюллером у 1686 році[6].

Неподалік від стовпу знаходяться два фонтани, які відносяться до 19 ст. та мають назви на честь найшанованіших у Відні Святих.
- Фонтан «Святого Леопольда». Кам'яний павільйон над фонтаном був увінчаний пам'ятником Святому Флоріану, котрий містив вказівку, що його призначення у першу чергу для гасіння пожеж[7].

- Фонтан «Святого Йозефа».

Однією визначною пам'яткою вулиці, є громадські туалети, виконані з горіхового дерева і венеційського скла.
Спроектовані у 1905 році архітектором Адольфом Лоосом, а між входами в дамську і чоловічу зони розташований фонтан Святого Йозефу.

## Сучасність

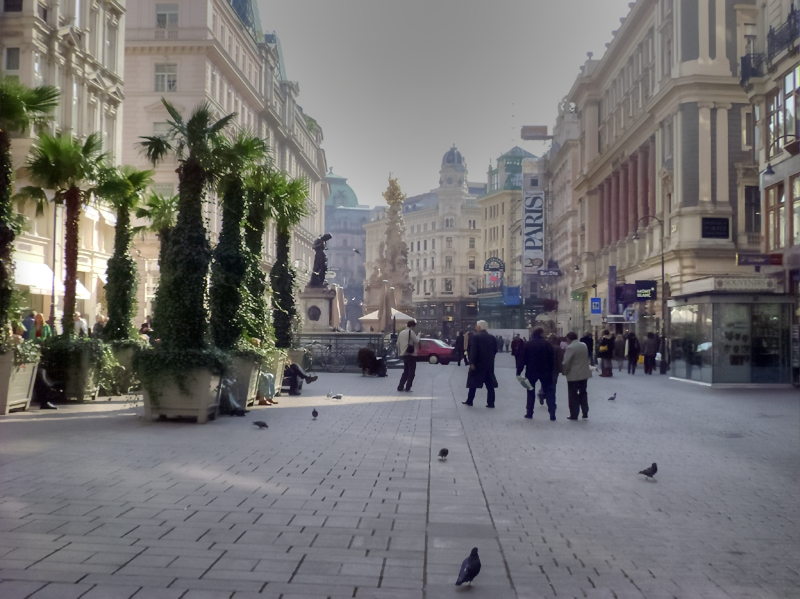
Грабен. Відень

Це наймодніша торгова вулиця Відня, на якій живуть заможні люди. У літку Грабен прикрашають виставлені на бруківку пальми в діжках
.
А усі бажаючи можуть здійснити прогулянку по старому Відню на фіакрах, які чекають їх на вулиці.
Грабен переповнена яскравими архітектурними спорудами, численними крамницями, бутиками модних брендів, кав'ярнями і ресторанами. Особливо багато подібних закладів в провулках. Поруч з Dorotheergasse знаходиться кав'ярня Hawelka, яка була заснована ще у 1939 році. Гостями цього місця часто стають відомі художники, артисти.
Велика площа вулиці і розташування в центрі Відня зробило її ідеальним місцем для проведення фестивалів.

### Будівлі
Будинок Хааса

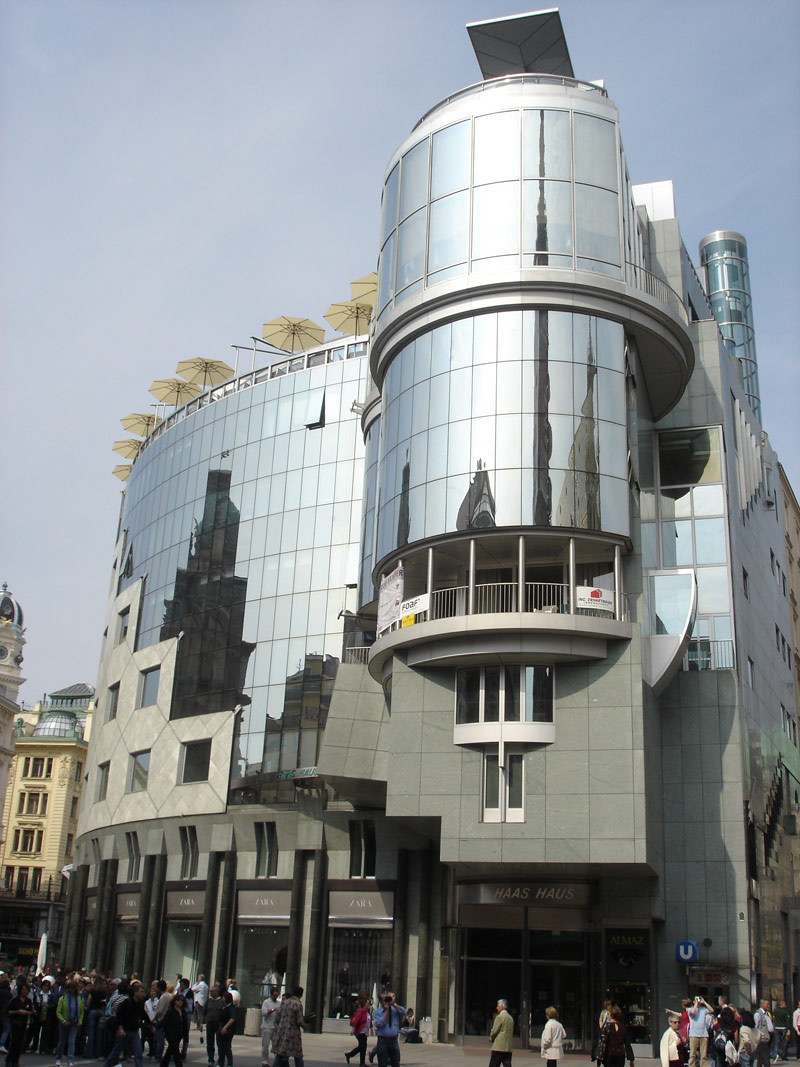
Будинок Хааса Відень.

У центрі історичної частини міста, на місці зруйнованого під час Другої світової війни торговольного дому (першого великого універмагу Відня) Филипа Хаас (19 ст.), архітектор Ганс Холляйн у 1990 р.
побудував своє провокаційне спорудження. Будинок зі скла і бетону, успадкував старовинну назву свого попередника — будинок Хааса.
Це дорогий п'ятиповерховий торговельний комплекс з рестораном на самому даху, на скляному фасаді якого можна спостерігати спотворене зображення собору Святого Стефана, через контраст з яким будівля свого часу зазнала критики в архітектурних колах.
Сьогодні в Будинку Хааса розташувався торговельний комплекс з дорогими крамницями, а на даху — пафосне кафе, з тераси якого насолоджуються красою храму і площі Штефансплац.
Високий з якорями Анкер хаус в стилі модерн, побудований знаменитим архітектором Отто Вагнером, в якому крім страхового товариства Анкер перебувала студія самого архітектора, а пізніше — майстерня художника Хундертвассера. Ще один будинок в стилі бідермаєр — будівля Першої австрійської ощадкаси із золотою бджолою на фасаді в самому кінці вулиці праворуч.
Повернувши з вулиці Грабен на вулицю Кольмаркт, можна побачити фасад Хофбурга — віденської резиденції Габсбургів.

### Крамниці

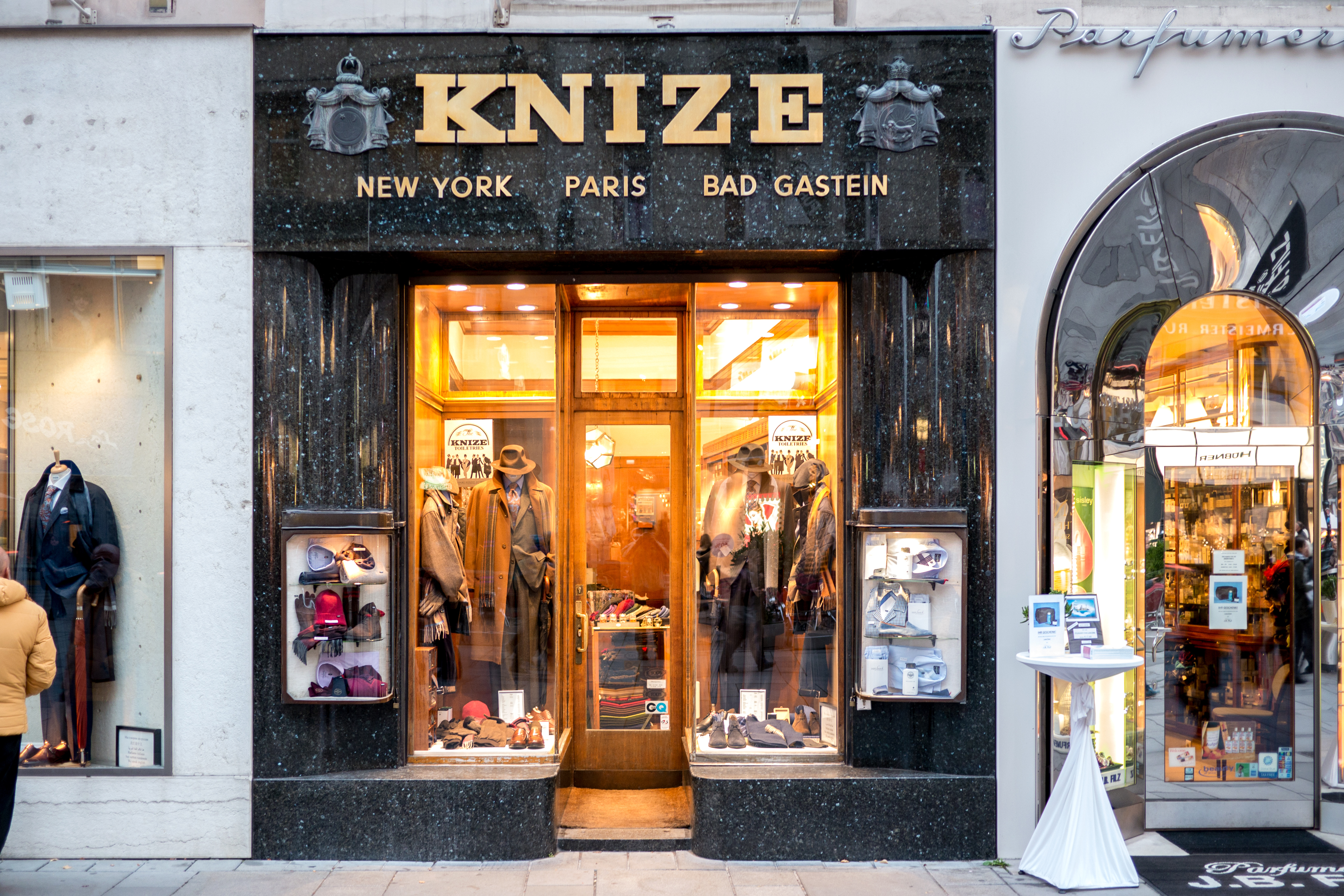
Грабен. Салон чоловічої моди будинку Knize & Comp)

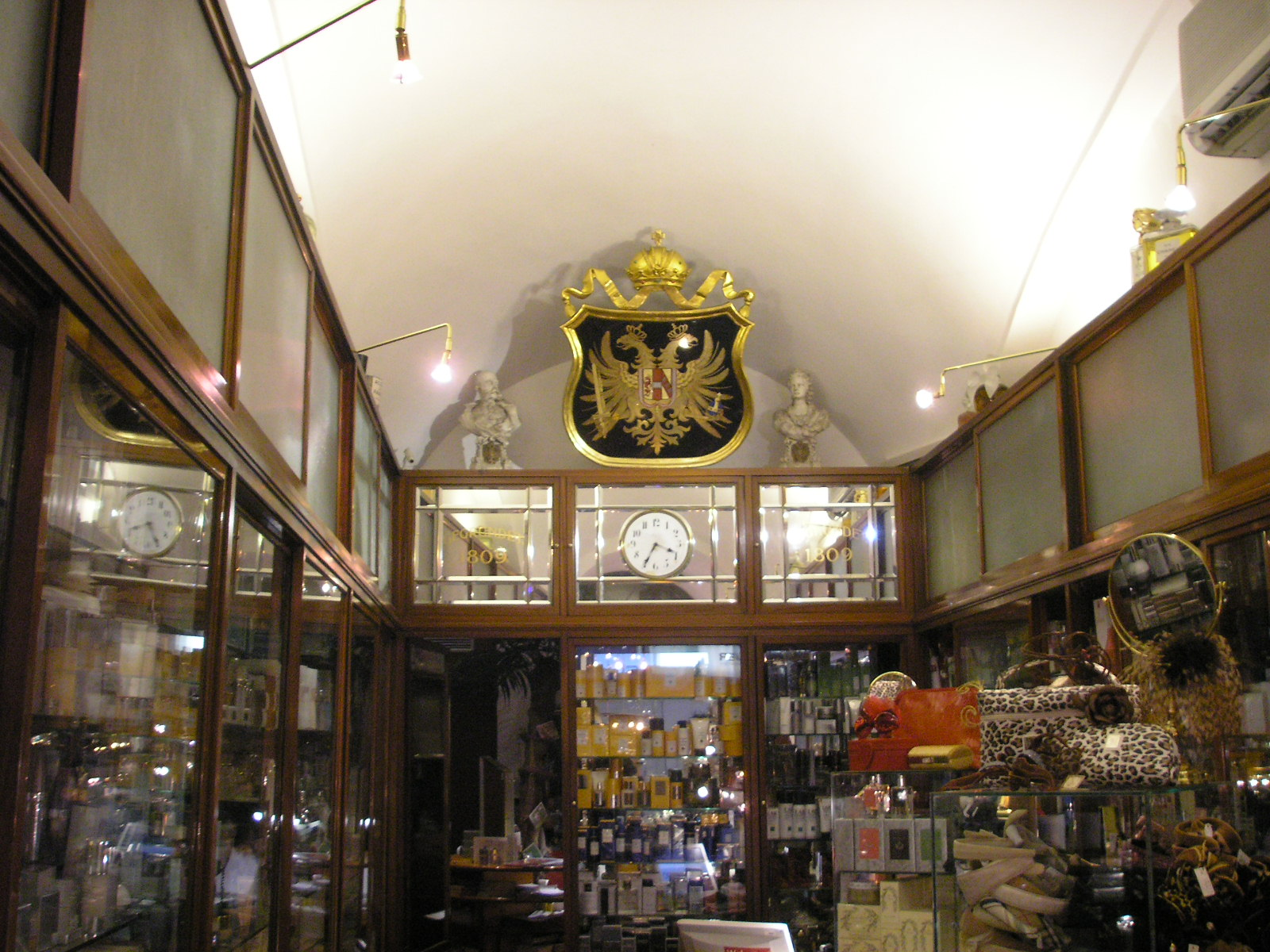
Парфумерний магазин J.B. Filz Sohn. Graben 13 у Відні.)

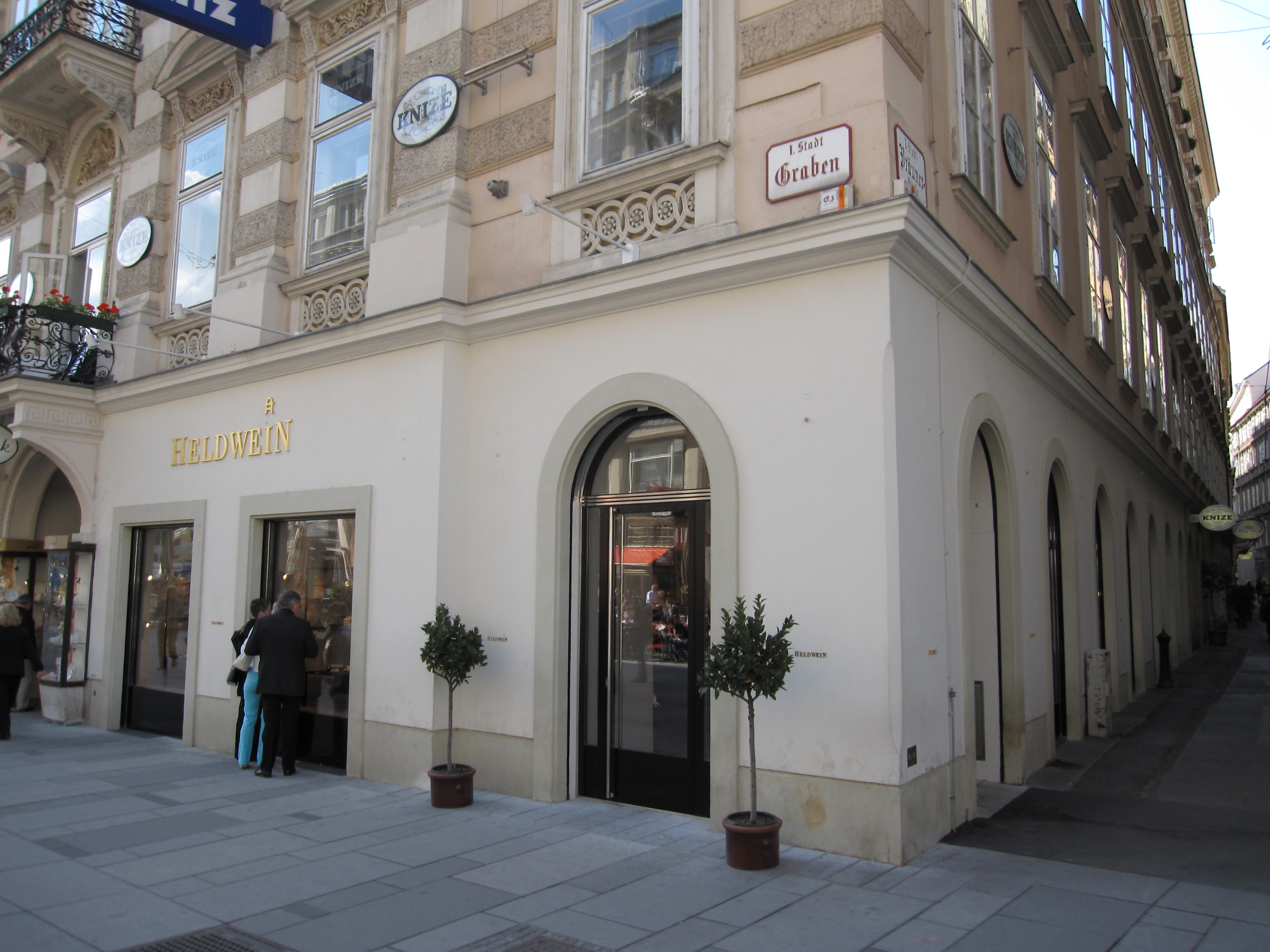
Anton Heldwein ювелірний магазин

По периметру вулиці тягнуться шикарні крамниці розташовані на перших поверхах будівель, у яких ціни на товари, іноді у декілька разів, перевищують мінімальну зарплатню австрійців.
Магазини на вулиці Грабен почали масово з'являтися у 17-18 ст. До цього торгівля велася через ринки уздовж вулиці. Деякі сучасні крамниці мають багаторічну історію і пам'ятають ще часи Австро-Угорської Імперії. До них належать:
- крамниця фарфорової фабрики Аугартен;
- ювелірний магазин Anton Heldwein;
- магзин парфумерії Nagele & Strubell.
- У будівлі, де раніше розташовувався магазин чоловічого одягу Braun, тепер знаходиться бутік H & M[2].

Найпопулярніши крамниці:
- бутик модного будинку Hermes;
- магазин іграшок Josef Kober з колекцією плюшевих ведмедів;
- культовий салон чоловічої моди будинку Knize & Comp;
- магазин парфумерії «Parfumerie J.B.Filz»;
- триповерховий гастроном «Julius Meinl», відомий своїми делікатесами.

## Галерея

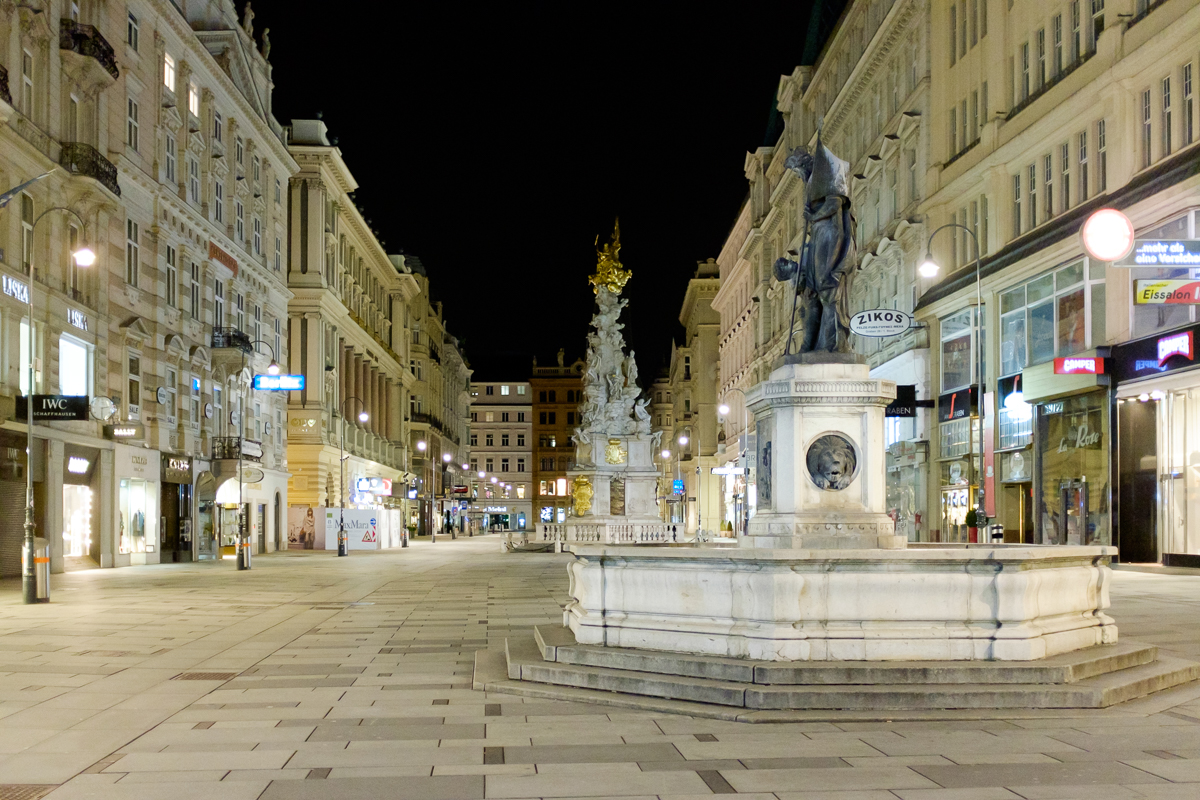
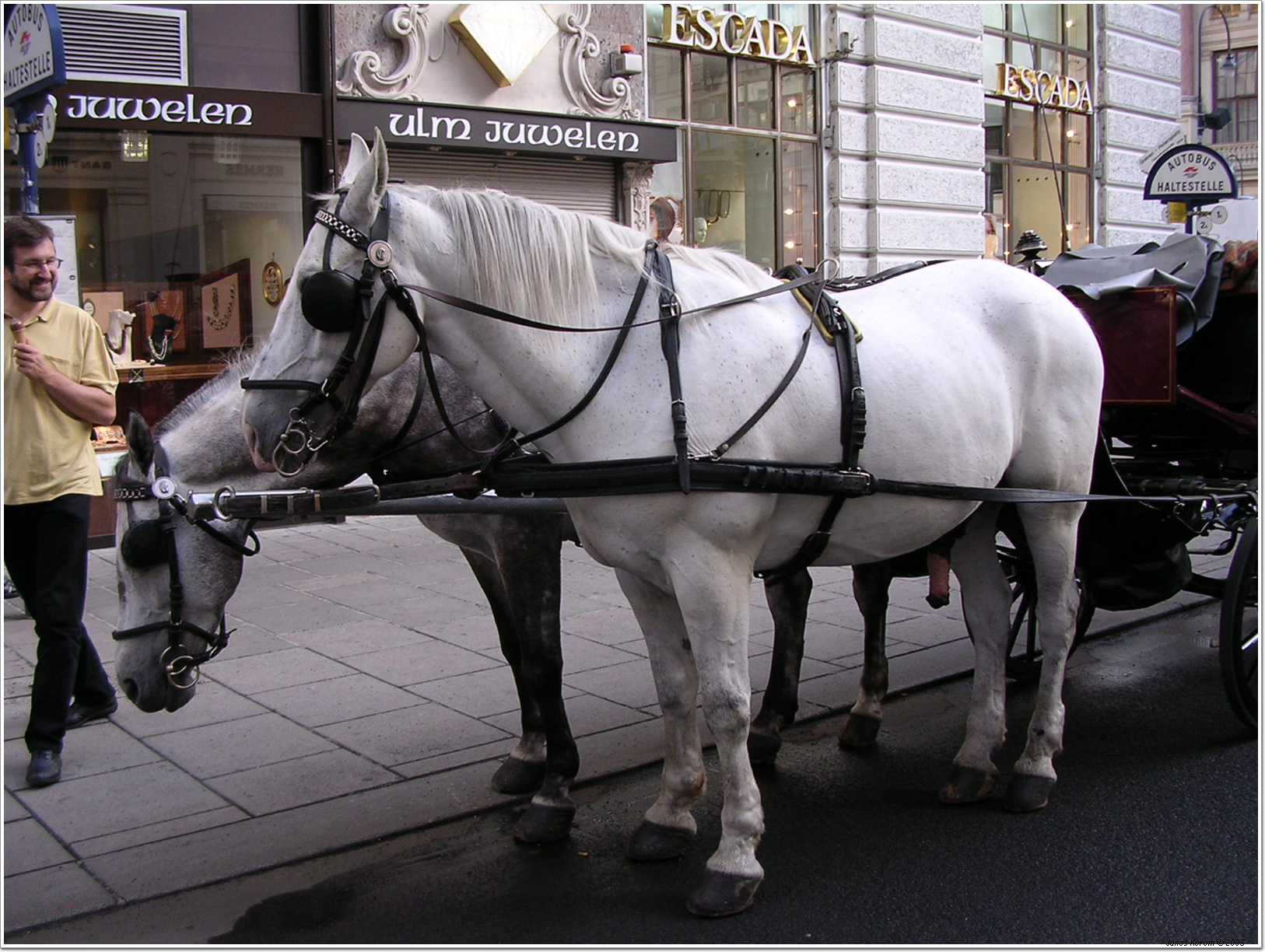
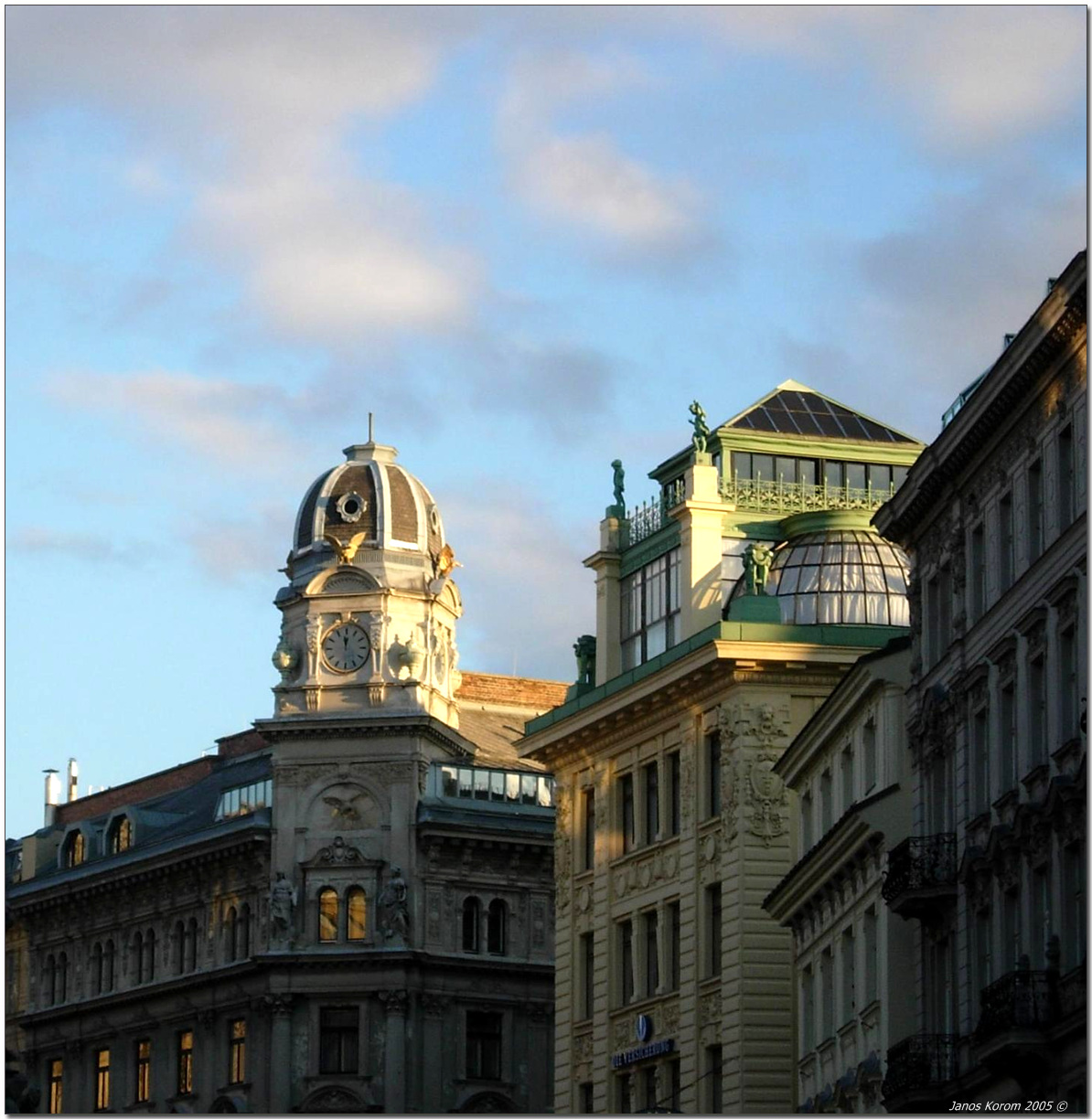
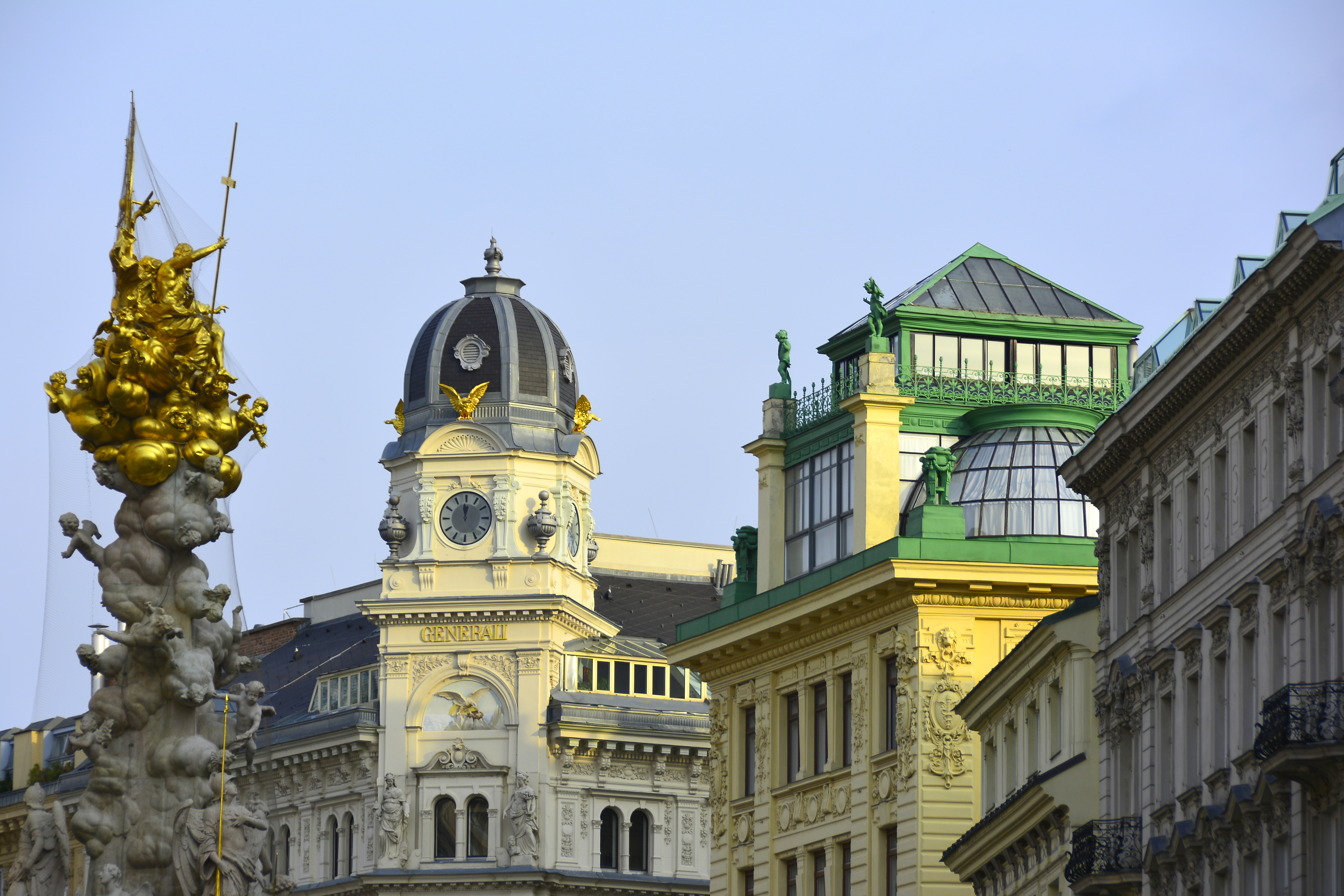
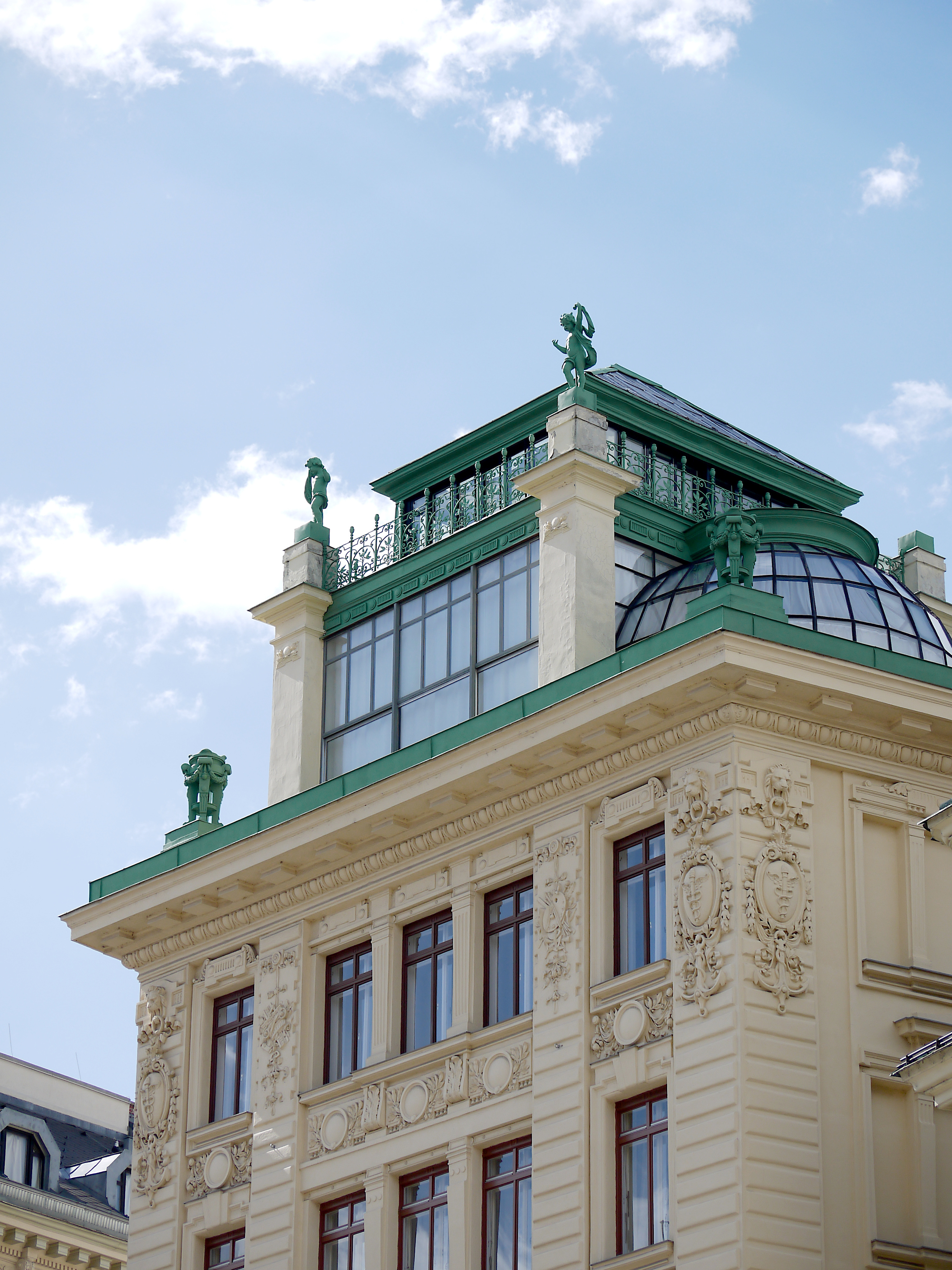
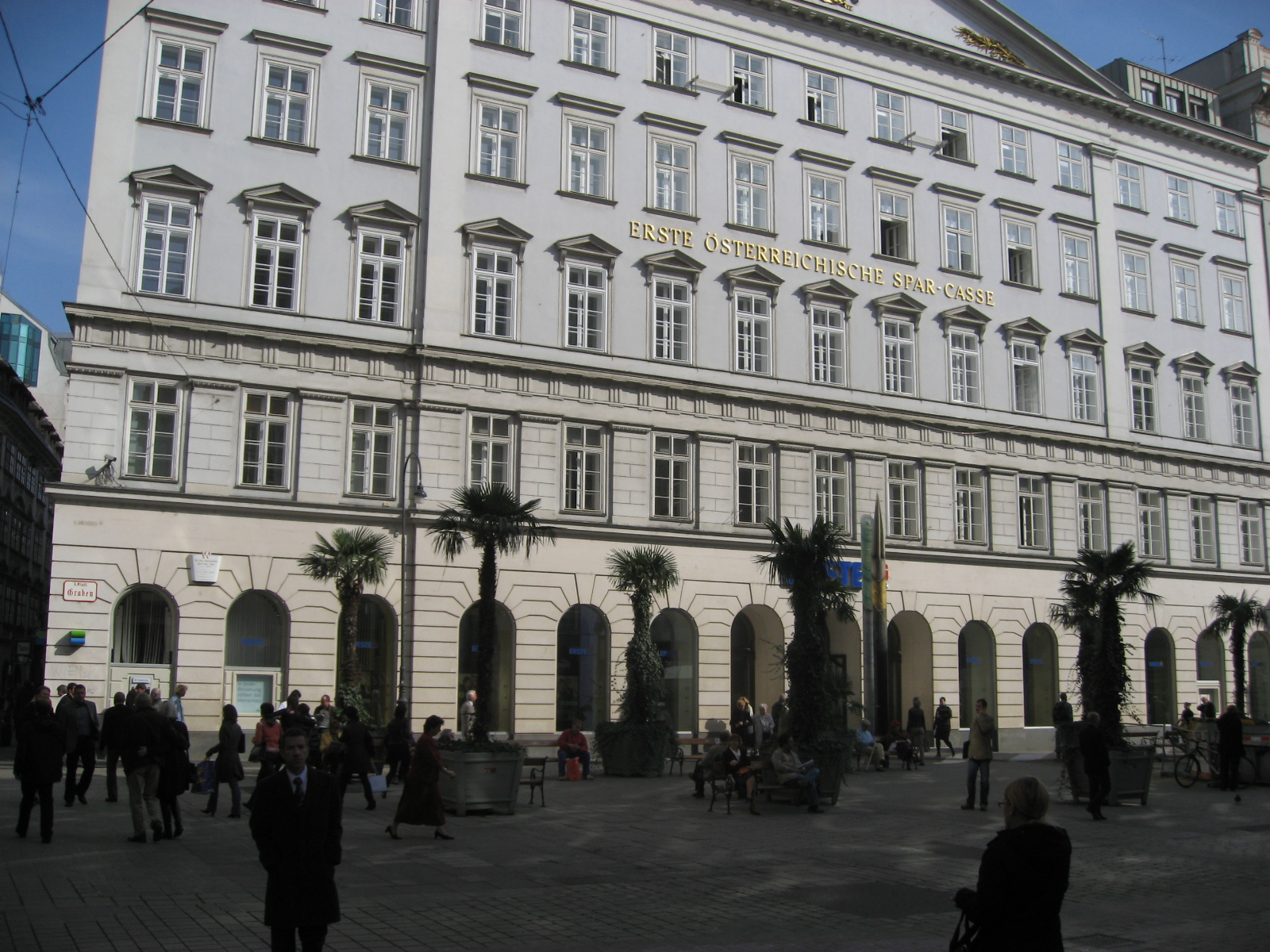
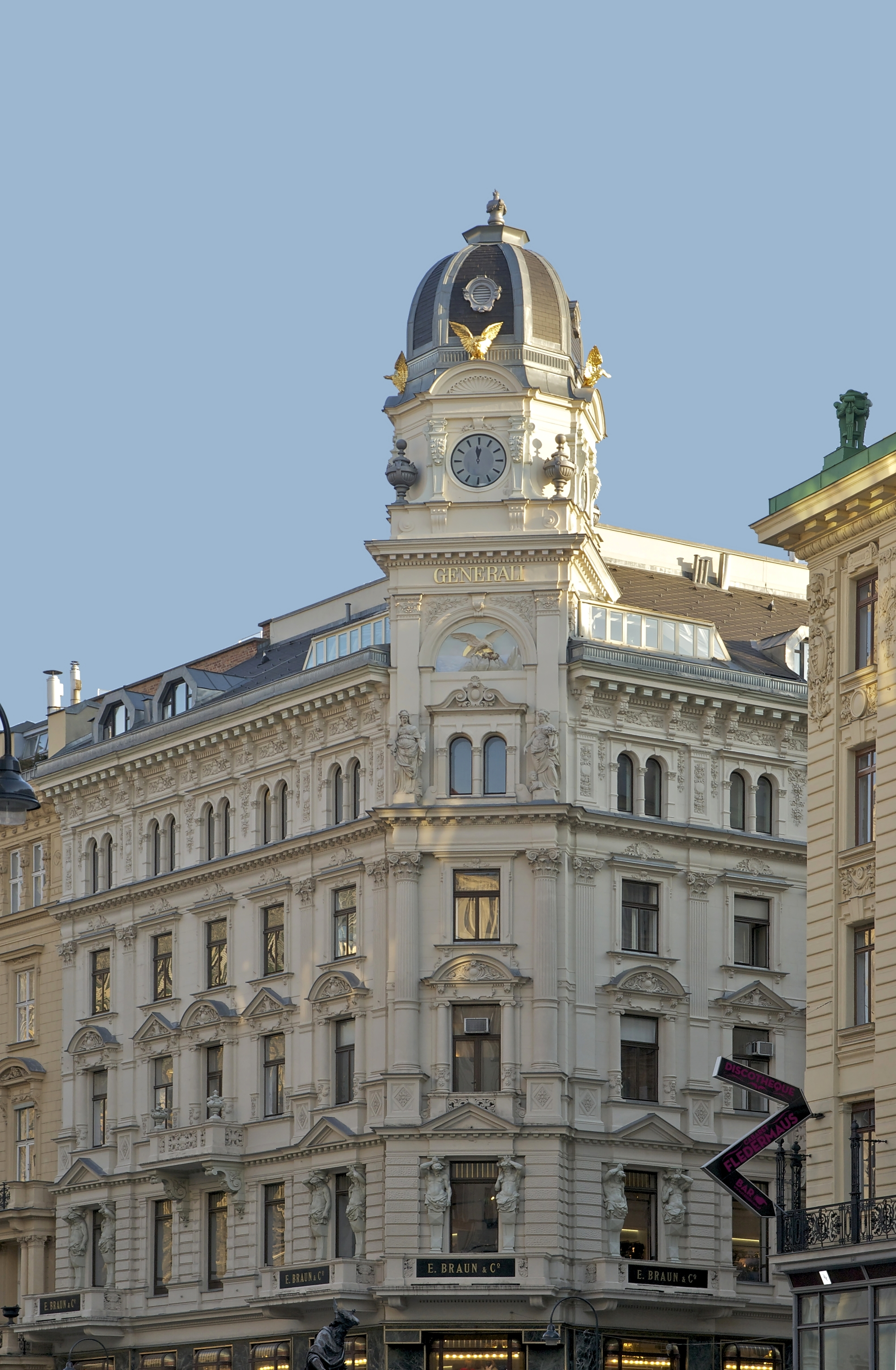
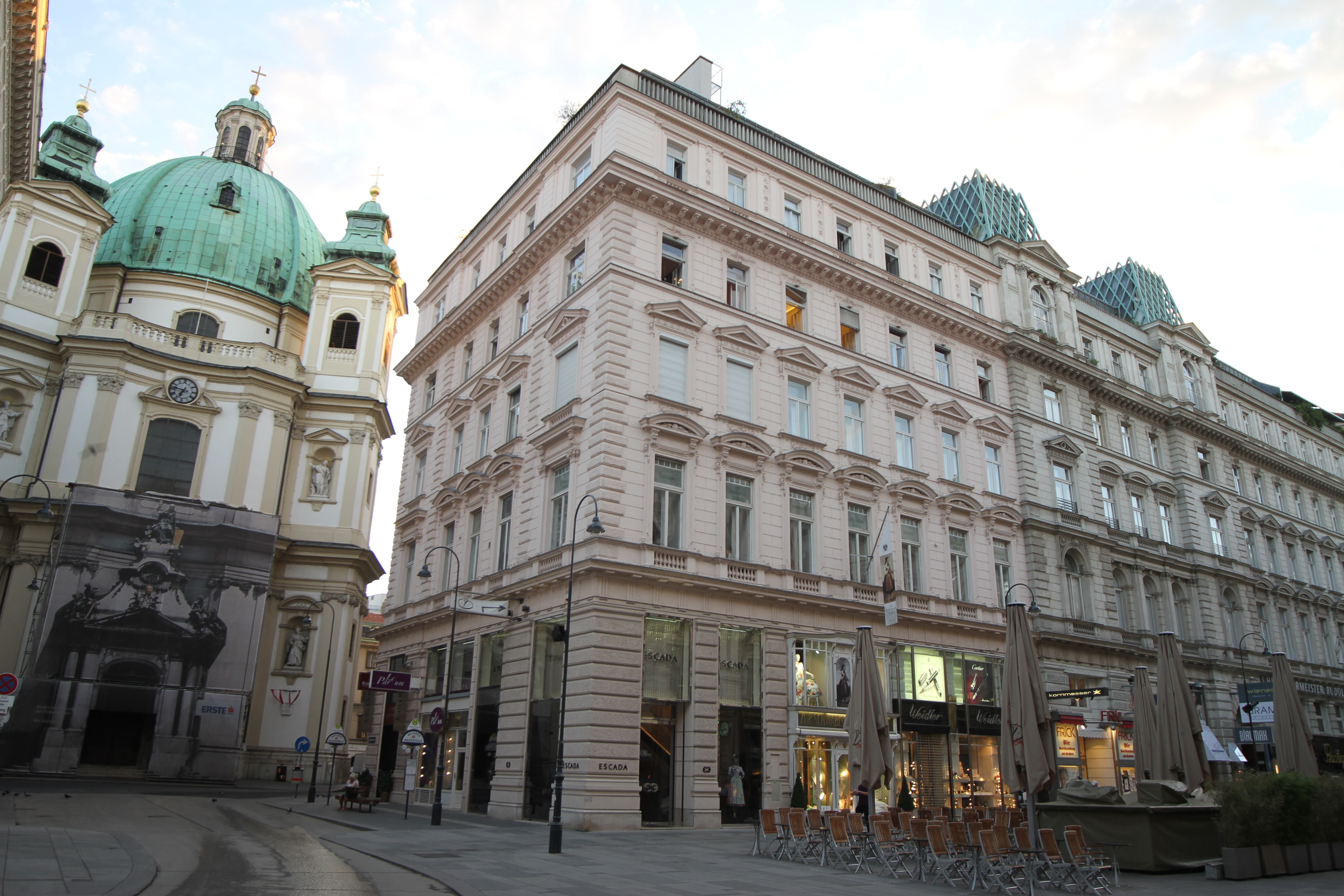
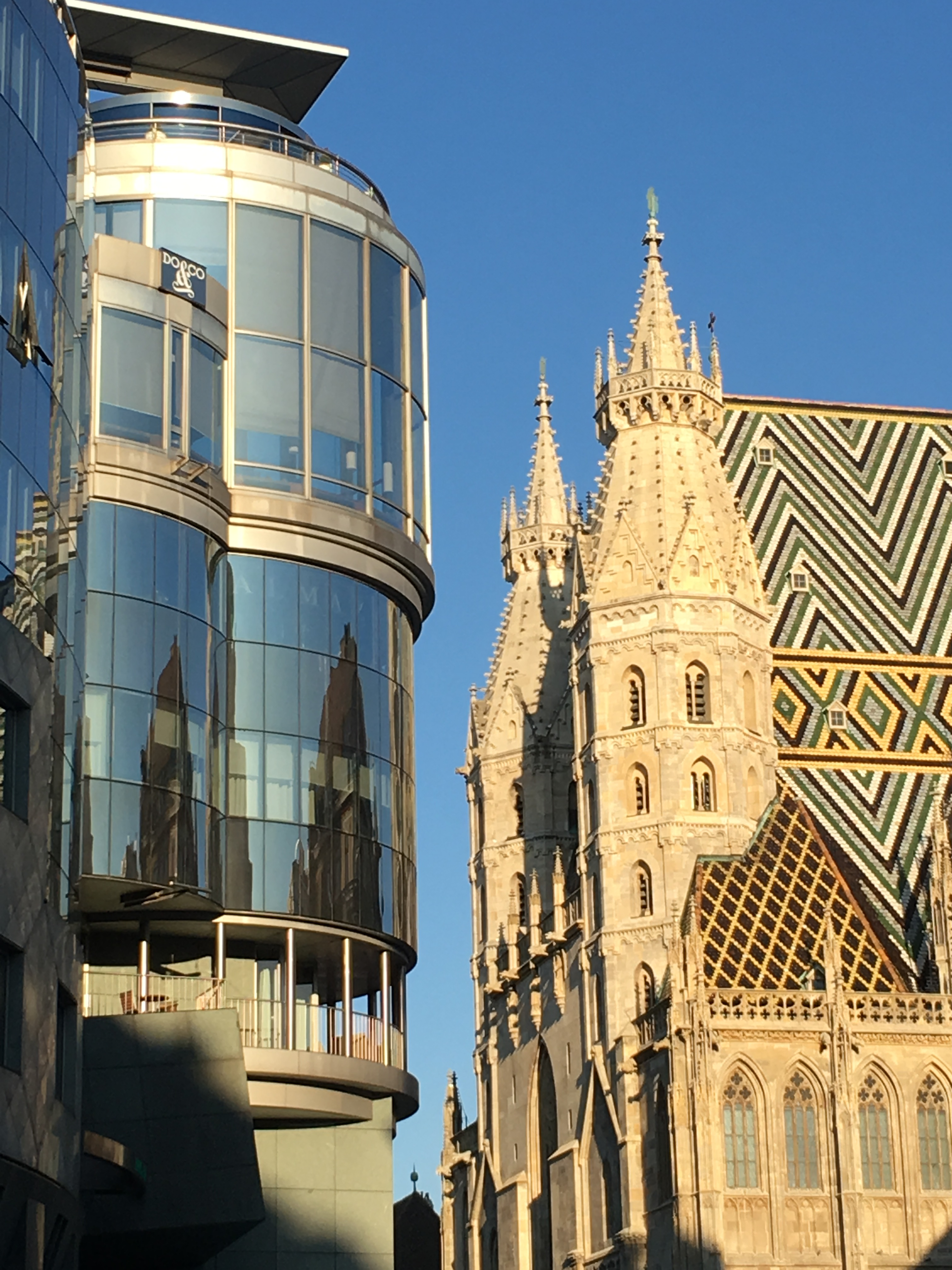